# Eve Brent
Eve Brent (11 de septiembre de 1929 – 27 de agosto de 2011) fue una actriz estadounidense, ganadora del Premio Saturn.
Nacida como Jean Ann Ewers en Houston, Texas en 1929, y criada en Fort Worth, Eve inició su carrera actoral en el teatro.
Algunas de sus primeras experiencias incluyen papeles en las películas Gun Girls (1956), Journey to Freedom (1957) y Forty Guns (1957). Interpretó a Jane Porter en la película Tarzan's Fight for Life, (1958). Repitió el papel en Tarzan and the Trappers en 1958.
En 1980 ganó el Premio Saturn por mejor actriz de reparto en la película Fade to Black. En 1999 actuó en la película The Green Mile, basada en la novela de Stephen King del mismo nombre.

## Fallecimiento
Eve Brent murió por causas naturales el 27 de agosto de 2011, a los 81 años.